# Iriatartessus maai
Iriatartessus maai är en insektsart som beskrevs av Evans 1981. Iriatartessus maai ingår i släktet Iriatartessus och familjen dvärgstritar. Inga underarter finns listade i Catalogue of Life.